# المضرإب (العدين)

تعديل مصدري - تعديل

المضراب محلة تابعة لقرية المعدوف، التابعة لعزلة خباز بمديرية العدين إحدى مديريات محافظة إب في الجمهورية اليمنية.، بلغ تعداد سكانها 43 حسب تعداد اليمن لعام 2004.